# キルビルPainB.B.
キルビルPainB.B.（キルビルペインビービー、5月6日 - ）は、日本の歌手、ソングライター、編曲家、ボイストレーナー。

## 概要
地球名：西野 大輔。「声でグラスを割る男」として知られる。
ロンドンブーツ1号2号田村淳のプライベート番組淳の休日の第3回「マスクdeお見合い」にて、キルビルというニックネームで呼ばれ、その日以来芸名をPainB.B.から、キルビルPainB.B.に改名する。田村淳プロデュースのアイドルグループスルースキルズのメインライターとして20曲以上に及ぶ楽曲提供をする。
2014年6月6日6時に（正確には6時6分6秒とされている）、エイリアンアイドル相沢美羽のプロデューサーに就任した事が発表された。
相沢美羽とユニット名「キルビルズ」を結成し、2015年3月8日に「ペーパードライバー」でCDデビュー。相沢が7月にキルビルズを脱退。発売直前だった2ndシングルはお蔵入りとなる。
2016年2月18日、TBSニンゲン観察バラエティ モニタリングに出演し、両親の金婚式のお祝いを 速水もこみちと行い、お祝いソング「キンコンカンコン金婚式」を号泣しながら歌う。翌日、NHKあさイチにて 20th Century井ノ原快彦に「最近感動した事は?」と訊かれ「昨日の44歳のヘヴィメタルの人の両親への歌が感動した」と発言。有働由美子アナに「他局...」と突っ込まれるというハプニングを生む。

## 主な出演

### 
- モグラネグラ（テレビ東京）
- ヘビメタさん（テレビ東京） - レギュラー出演、「鋼鉄カラオケ」の専属ボーカリスト
- ナダールの穴 2週連続出演（2012年3月 フジテレビ）
- くぎづけ大学 （2012年4月 テレビ朝日）
- 業界トップニュース 2週連続出演（2012年7月 テレビ朝日）
- 探偵!ナイトスクープ（ABCテレビ）
  - 2013年1月 「声でグラスを割る男」として出演
  - 2013年3月 25周年記念アワード アカデミー大賞 「サイエンス大賞」を受賞
  - 2013年12月 〜ファン感謝祭2013〜 年間最優秀大賞受賞
- ハレバレとんねるず（2013年3月 テレビ東京）
- 知りたがり!（2013年3月 フジテレビ）
- 淳の休日 マスクdeお見合い in 仙台（2013年4月 フジテレビONE）
- シューイチ （2013年5月 日本テレビ）
- もはや神ダネ （2013年9月 フジテレビ）神種認定
- お台場APPSラボ（2014年4月 フジテレビ）
- Sing! Sing! Sing!（2014年5月 TBSテレビ）2週連続出演
- スッキリ!! （2014年5月 日本テレビ）
- あっちマニア（2014年9月 テレビ朝日」
- あっちマニア ランキングSP （2014年9月 テレビ朝日）
- ぎゃっぷ人（2015年4月 日本テレビ）
- オール☆in one 4週連続出演（2015年 7月 テレビ埼玉）
- ザ・スカウト（2015年8月 日本テレビ）
- 朝生ワイド す・またん!
  - （2015年10月 読売テレビ）
  - （2018年5月 読売テレビ）
  - （2020年4月 読売テレビ）
- ニンゲン観察バラエティ モニタリング 2時間スペシャル（2016年2月 TBS）
- めざましテレビ（2016年3月 フジテレビ）
- グッド!モーニング（2016年4月 テレビ朝日）
- 水曜日のダウンタウン（2016年4月 TBS）
- ホットドッグ・プレスTV（2016年9月 BS日テレ）
- オトナ養成所 バナナスクール（2018年7月 中京テレビ）
- 雨上がりの「Aさんの話」〜事情通に聞きました!〜（2019年1月 朝日放送）
- 探偵!ナイトスクープ 30周年記念アワード 自然科学賞受賞（2019年9月 朝日放送）
- お願い!ランキング（2021年1月 テレビ朝日）
- す・またん&ten PR特番（2022年9月 読売テレビ）
- 出川一茂ホラン☆フシギの会（2022年10月 テレビ朝日）

### Web放送
- 淳の休日
  - マスクdeお見合い（2012年11月・2013年11月）
  - 大人の運動会（2013年5月）
  - ポリオ撲滅運動（2013年6月・2014年11月）
  - 淳の休日・マガリー共同企画（2013年7月）「変な置物選手権」準優勝
  - 大人の文化祭 （2013年8月）
  - 淳の休日・マガリー共同企画（2013年11月）「ワンピースコスプレ撮影会」

### アルバム
- INNOCENT CRIME
  - 1stアルバム「INNOCENT CRIME」（1995年）
  - 2ndアルバム「FAR BEYOND DESPERATION」（1998年）
- IRONFIST
  - 1stアルバム「BURNING FATES」（2001年）
  - 2ndアルバム「FEEL」（2005年）
- ソロプロジェクトバツイチ救済戦隊 X-1'S「破婚～We are X-1’S」（2011年）

### DVD
- IRONFISTの1stDVD「FEEL more」（2007年2月）
- SKE48の9thシングル「アイシテラブル！」Type-C 特典DVD出演（2012年5月）
- 淳の休日DVDにキルビルPainB.B.のCM収録（2013年12月）
- 探偵!ナイトスクープDVD15巻〜百田尚樹セレクション〜「声でグラスを割る男」（2014年3月）

## 楽曲提供
IRONFIST「DEAD」
松竹映画「念珠〜オモヒノタマ〜」劇中歌として使用。
スルースキルズ
- 1stアルバム（2013年4月）

「GO!GO!スルースキルズ!!!」
「ラッキーハッピーゴー」
- 2ndアルバム（2013年12月）

「愚痴愚痴GOOD!!!」
「負けるな!捨てるな!諦めるな!」
「ウインタービンタ」
「－KAEDE－」
「恋愛トンマ」
「戦え!ジャパリーマン!!!」
- 3rdデモCD（2014年4月）

「即実行」
「私は梅」
「ぽっちゃりとぼっちゃりの狭間で～Maron Mountain Dream Wear～」
- シングルデモCD「キセキが起きるクリスマス」（2014年12月）

「おおきなかぶ」
- シングルデモCD「Knock Out」（2015年2月）

「まして、オマエの為じゃない、この露出」
「かかってきなさい!」
「全部やる夏」
「罵ってもいいのよ」
「スルースルーしましょ」
「罵りたまえ」
「罵ってよ、ガンガン」
「限界の先へ」
「貫KING」
- 罵り研究会

「化け化けバケーション」
- 全日本プロレス

「ハリケーンボルト」（奥田リングアナ入場曲）
- DDTプロレス

「2 B GSS」（白川未奈入場曲）
- アローレ八王子 応援歌

「Oh! Victory!」
「GO!GO!アローレ」